# Pliophloea striata
Pliophloea striata är en mossdjursart som beskrevs av Lang 1916. Pliophloea striata ingår i släktet Pliophloea och familjen Cribrilinidae. Inga underarter finns listade i Catalogue of Life.